# Christopher George
Christopher John George 25 lutego 1931 w Royal Oak, zm. 28 listopada 1983 w Los Angeles) – amerykański aktor filmowy i telewizyjny.

## Życiorys

### Młodość
Urodził się w Royal Oak w stanie Michigan jako syn greckich imigrantów Johna i Vaseleke George’ów. Jego ojciec był komiwojażerem. Jego rodzina przeniosła się do Mountain Lakes w New Jersey. Kiedy zaczął uczyć się mówić po angielsku, jego ojciec zapisał go do szkoły greckiej oprócz swojej tradycyjnej szkoły, tak by nie zapomniał języka greckiego. Tam po raz pierwszy zainteresował się aktorstwem; w szkole greckiej występował w przedstawieniach i recytował poezję grecką.
Kiedy miał 14 lat, jego rodzina przeniosła się do Miami na Florydę. Jako dziecko mieszkał w Bay Heights w Miami i uczęszczał do Shenandoah Elementary School i Miami Senior High School. W szkole grał w piłkę nożną i baseball. Był chórzystą i służył jako ministrant w prawosławnej greckiej katedrze Mądrości Bożej w Miami. Po uzyskaniu prawa jazdy, pracował dla ojca jeżdżąc ciężarówką między Miami i innymi miastami wzdłuż wschodniego wybrzeża. W wieku 17. lat razem ze swoim bratem Nickiem (później wybitny fotograf mody), porzucił szkołę w 1948 przyłączył się do United States Marine Corps w Jacksonville. W latach 1953–58 studiował na wydziale zarządzania na Uniwersytecie Miami.

### Kariera
Po ukończeniu studiów udał się do Nowego Jorku, gdzie rozpoczął karierę sceniczną w produkcjach off-Broadwayu, w tym Tramwaj zwany pożądaniem Tennessee Williamsa, a także znalazł pracę jako model. Brał udział w licznych reklamach telewizyjnych, zdobywając nagrodę New York Film Festival za swoje wysiłki. W czerwcu 1974 jego zdjęcia znalazły się w magazynie „Playgirl”.
Debiutował na dużym ekranie jako marynarz w dramacie wojennym Otto Premingera Wojna o ocean (In Harm's Way, 1965) u boku Johna Wayne’a, Kirka Douglasa i Henry’ego Fondy. Wkrótce znalazł się w obsadzie filmów takich jak western Howarda Hawksa El Dorado (1966) z Johnem Wayne’em, Robertem Mitchumem i Jamesem Caanem. Sławę przyniosła mu rola sierżanta Sama Troya w serialu wojenno-przygodowym ABC The Rat Patrol (1966-68), za którą zdobył nominację no nagrody Złotego Globu. Później zagrał w serialu science-fiction Immortal (1970-71), a następnie powrócił do produkcji kinowych. W ostatnich latach swojego życia, George był częstym gościem religijnego talk-show.

## Życie prywatne
15 maja 1970 poślubił Lyndę Day George, z którą miał syna.
Zmarł 28 listopada 1983 w Los Angeles na atak serca w wieku 52. lat.

## Filmografia

### Filmy fabularne
- Wojna o ocean (In Harm's Way, 1965) – marynarz
- The Gentle Rain (1966) – Bill Patterson
- El Dorado (1966) – Nelse McLeod
- Project X (1968) – Hagan Arnold
- Massacre Harbor (1968) – sierżant Sam Troy
- Gavilan (1968) – Gavilan
- The Thousand Plane Raid (1969) – pułkownik Greg Brandon
- The Devil’s 8 (1969) – Ray Faulkner
- Tiger by the Tail (1970) – Steve Michaelis
- The Delta Factor (1970) – Morgan
- Chisum (1970) – Dan Nodeen
- Rabusie pociągów (The Train Robbers, 1973) – Calhoun
- Bad Charleston Charlie (1973) – adwokat
- I Escaped from Devil’s Island (1973) – Davert
- Pushing Up Daisies (1973) – obsługa stacji benzynowej
- The Inbreaker (1974) – Roy MacRae
- Grizzly (1976) – ranger Michael Kelly
- Dixie Dynamite (1976) – szeryf Phil Marsh
- Bitwa o Midway (Midway, (1976) – pułkownik komandor C. Wade McClusky
- Mayday w stratosferze (Mayday at 40,000 Feet!, 1976) – Stan Burkhart
- Day of the Animals (1977) – Steve Buckner
- Whiskey Mountain (1977) – Bill
- Questo si che è amore (1978) – Mike
- Cruise Into Terror (1978) – Neal Barry
- Eksterminator (The Exterminator, 1980) – detektyw James Dalton
- Miasto żywej śmierci (City of the Living Dead, 1980) – Peter Bell
- Graduation Day (1981) – trener George Michaels
- Wejście Ninja (Enter the Ninja, 1981) – Venarius
- Angkor: Cambodia Express (1982) – MacArthur
- Szczątki (Pieces, 1982) – porucznik Bracken

### Seriale TV
- Ożeniłem się z czarownicą (Bewitched, 1965) – George the Warlock
- The Rat Patrol (1966-68) – sierżant Sam Troy
- The Immortal (1969-71) – Ben Richards
- F.B.I. (The F.B.I., 1970) – Peter Joseph Tenny
- Mission: Impossible (1971) – Wendell Hoyes
- The Wide World of Mystery (1974)
- Police Story (1974) – Doug Rollins
- Thriller (1974) – Bernard Peel
- Owen Marshall: Counselor at Law (1974) – Cromwell
- McCloud (1975) – episode - Sharks! - Vincent Burns
- Police Story (1975) – porocznik Dutch Bennett
- S.W.A.T. (1975) – Bravo
- S.W.A.T. (1975) – Harry
- Wonder Woman (1976) – Rojak
- Vega$ (1978) – Nicky Trent
- Fantastyczna wyspa (Fantasy Island, 1978) – Jack Kincaid
- Fantastyczna wyspa (Fantasy Island, 1978) – Joe Beck
- Aniołki Charliego (Charlie’s Angels, 1979) – Chadway
- The Misadventures of Sheriff Lobo (1979) – Dandy Jim Brady
- Fantastyczna wyspa (Fantasy Island, 1980) – dr Greg Miller
- Fantastyczna wyspa (Fantasy Island, 1982)